# Ауди Q7
Ауди Q7 је луксузни кросовер у пуној величини који је произведен од стране немачког произвођача аутомобила марке Ауди и представљен је у септембру 2005. године у салону аутомобила у Франкфурту. Производња овог аутомобила са седам седишта почела је у јесен 2005. године у Фолксвагеновој фабрици у Братислави, Словачка. То је била прва СУВ-ова понуда из Аудија и продаја је почела 2006. године. Касније је Ауди направио други СУВ, Q5, који је представљен 2009. године. Ауди је открио трећи СУВ модел, Ауди Q3, који је представљен 2011. године. Q7 поседује исту платформу као Фолксваген групе МЛБ и шасију као Бентли бентајга, Ламборгини урус, Порше кајен и Фолксваген туарег.

## Прва генерација (тип 4Л: 2007–2015)

### Преглед
Q7 (интерно означен тип 4Л) користи модификовану верзију Фолксваген ПЛ71 платформе. Прегледан од стране Ауди пикес пик четири концептног аутомобила, Q7 је дизајниран више за употребу на путу и није био намењен за употребу изван пута као теренско возило. На тесту који је одржан по земљаном путу преко аустралијске дивљине прошао је добро за категорију "мекано возило".
Иако му недостаје кућиште за пренос робе, има кватро систем сталног погона на сва четири точка са диференцијалом централног закључавања и самоизравнавајући пнеуматик, који пружа континуирану контролу гашења, која помаже у несрећама ван пута.
Развој је почео 2002. године под шифром АУ 716, првенствено фокусиран на пикес пик концепт. Пројектовање је замрзнуто за концепт у јулу 2002. године, за представљање на Међународном сајму аутомобила у Северној Америци у јануару 2003. године. Након увођења концепта, комплетан развој почео је на тип 4Л платформе ПЛ71.
Дизајн производње је замрзнут крајем 2003. године, а настављен је почетком 2005. године. Прототипови су почели да се тестирају 2004. године, а развој је завршен у првој половини 2005. године. Представљен је модел путничких аутомобила са дизел мотором V12 TDI у серијској производњи. Док је Q7 био водећи СУВ у Аудијевом портфолију производа, замениће га нови модел, који ће се вероватно звати Ауди Q8. Он је дебитовао у својој концепцији на сајму аутомобила у Детроиту 2017. године.

### Продаја
| Година | Европска продаја | Продаја у Америци | Продаја у Канади |
| ------ | ---------------- | ----------------- | ---------------- |
| 2005   | 434              | -                 | -                |
| 2006   | 33,044           | 10,003            | 618              |
| 2007   | 41,064           | 20,695            | 1,235            |
| 2008   | 30,000           | 13,209            | 1,269            |
| 2009   | 12,616           | 7,299             | 1,146            |
| 2010   | 12,455           | 7,976             | 1,247            |
| 2011   | 12,882           | 8,998             | 1,565            |
| 2012   | 11,513           | 11,008            | 1,653            |
| 2013   | 11,037           | 15,978            | 1,781            |

### Карактеристике
- Q7 нуди опционалну функцију која се продаје као Ауди мјузик интерфејс (АМИ), како би се омогућила корисничка манипулација ајпедом или сличним мп3 плејером, који се може репродуковати кроз мултимедија интерфејс.
- Q7 је био први Ауди модел који је понудио сајд асист, тип система за детекцију и упозоравање слепих тачака.

### Мотори
| Бензин             | Бензин    | Бензин                                          | Бензин                                                                          |
| Модел              | Година    | Врста мотора                                    | Снага, обртни моменат при рпм                                                   |
| ------------------ | --------- | ----------------------------------------------- | ------------------------------------------------------------------------------- |
| 3.6 ФСИ            | 2008–2009 | 3,597 cc (3.597 л; 219.5 cu in) VR6 ФСИ         | 280 PS (206 kW; 276 hp) на 6.200, 36.7 kg⋅m (360 N⋅m; 265 lb⋅ft) на 2.500–5.000 |
| 4.2 ФСИ            | 2008–2009 | 4,163 cc (4,163 Л; 254,0 cu in) V8 ФСИ          | 350 PS (257 kW; 345 hp) на 6.800, 440 N⋅m (325 lb⋅ft) на 3.500                  |
| Дизел              |           |                                                 |                                                                                 |
| Модел              | Година    | Врста мотора                                    | Снага, обртни моменат при рпм                                                   |
| 3.0 ТДИ            | 2005–2007 | 2,967 cc (2.967 L; 181.1 cu in) V6 турбо        | 233 PS (171 kW; 230 hp) на 4,000, 500 N⋅m (369 lb⋅ft) на 1,750–2,750            |
| 3.0 ТДИ            | 2007–2009 | 2,967 cc (2.967 L; 181.1 cu in) V6 турбо        | 240 PS (177 kW; 237 hp) на 4,000–4,400, 550 N⋅m (406 lb⋅ft) на 2,000–2,250      |
| 3.0 TDI чист дизел | 2009–     | 2,967 cc (2.967 L; 181.1 cu in) V6 турбо        | 240 PS (177 kW; 237 hp) на 4,000–4,400, 550 N⋅m (406 lb⋅ft) на 2,000–2,250      |
| 4.2 ТДИ            | 2007–2009 | 4,134 cc (4.134 L; 252.3 cu in) V8 турбо        | 326 PS (240 kW; 322 hp) на 3,750, 760 N⋅m (561 lb⋅ft) на 1,800–2,500            |
| 6.0 ТДИ            | 2008–     | 5,934 cc (5.934 L; 362.1 cu in) V12 дупли турбо | 500 PS (368 kW; 493 hp) на 3,750, 1,000 N⋅m (738 lb⋅ft) на 1,750–3,250          |

Перформансе: 0–100 km/h за Q7: 3.6 VR6 ФСИ је 8.5 секунди, 4.2 V8 ФСИ је 7.4 секунди, а за 6.0 V12 ТДИ 5.5 секунди.

### Сигурност
Упркос вишеструким ваздушним јастуцима и сигурносној електроници, као што је електронски програм стабилности (ЕСП), Q7 је постигао само четири звездице од пет, на Еуро НЦАП тесту судара за заштиту одраслих путника. Према Аудију, ово је узроковано грешком у дизајну и од тада је фиксирано у аутомобилима произведеним након теста који би наводно требало да доведу до пет звездица. Званични тестови који доказују да се то мора урадити су од марта 2009. године.
Међутим, у Сједињеним Америчким Државама, Q7 је добио пет од пет звездица (5/5 звијезда) из сигурносне провере сигурности на аутопутевима (NHTSA) за предње и бочне ударе. Завод за сигурност на ауто-путевима је 2009. године доделио за Q7 сертификат за веома добру сигурност, са добрим оценама у свих 14 мерних категорија предњег и бочног испитивања.
Ризик од превртања за 2015. годину био је 18.5%.
| Резултати Еуро НЦАП теста       | Резултати Еуро НЦАП теста       | Резултати Еуро НЦАП теста       |
| Ауди Q7, велики теренски (2015) | Ауди Q7, велики теренски (2015) | Ауди Q7, велики теренски (2015) |
| Тест                            | Поени                           | %                               |
| ------------------------------- | ------------------------------- | ------------------------------- |
| Свеукупно                       | 5 звездица                      | 5 звездица                      |
| Одрастао путник                 | 36                              | 94%                             |
| Дете путник                     | 43                              | 88%                             |
| Пешак                           | 25                              | 70%                             |
| Сигурносна помоћ                | 10                              | 76%                             |

### Северноамерички модели
Први пут је представљен као модел 2007. године, са 4.2 доступним за лансирање.

### Q7 хибрид (2005)
Q7 хибрид је концептно возило које користи мотор од 4.2 ФСИ са електричним мотором који обезбеђује додатни обртни момент од 200 N⋅m (148 lb⋅ft) и никл-метал-хидридну батерију. Има време убрзања од 0 до 100 km/h (62 mph) од 6,8 секунди. Тежина возила је 2,410 кг (5,313 lb), што је 140 кг (309 lb) теже од колектора бензина.
Возило је представљено на Франкфуртском сајму аутомобила 2005. године.
Ауди ће наводно у будућности представити хибридну верзију Q7. Међутим, низак амерички долар навео је Ауди да одбаци планове за америчко тржиште, али су навели да ће за комерцијално тржиште бити доступне ограничене количине. Шеф Аудија за истраживање и развој, Мајкл Дик, који је касније најавио да је хибрид Q7 произведен у ограниченим бројевима само у сврху тестирања, а развојни рад би се фокусирао на напреднији хибридни систем заснован на литијум-јонским батеријама за Q5.

### Q7 3.0 ТДИ чисти дизел (2007)
Чист дизел Q7 3.0 ТДИ је верзија 3.0 V6 ТДИ са селективном каталитичком редукцијом. Мотор је касније коришћен у следећој генерацији Q7 за европско тржиште. 3.0-литарски ТДИ С линија може да убрза од 97 km/h за 8,4 секунде и има максималну брзину од 134 km/h.
Амерички модели Ауди Q7 ТДИ премијум у продаји су од 2009. године са основним МСРП-ом од 50.900 долара (искључујући дестинацијску накнаду од 825 долара, пореза, трошкове власништва или дилере).

### Q7 4.2 TDI (2007–2009)
Возило је представљено на Сајму аутомобила у Женеви 2007. године.
Производна верзија је пуштена у продају почетком лета 2007. године.

### Q7 V12 ТДИ (2008–2012)
Мотор V12 ТДИ био је "базиран" на дизелској технологији из Ауди R10 ТДИ тркачких аутомобила, иако су ова два мотора потпуно различита и њихови делови немају ниједну заједничку компоненту. Једини дванаестоцилиндрични дизел мотор који се користио у сваком путничком аутомобилу, био је оцењен на 500 ПС (368 kW; 493 hp) и 1.000 N⋅m (738 lb⋅ft) обртног момента. Ово даје возилу време убрзања од 0 до 100 km/h (62 mph) од 5,5 секунди. Q7 V12 ТДИ је, према Аудију, најбоље руковање Q7 због гума и кочница. Ауди тврди да Q7 V12 ТДИ може да поднесе бочно убрзање од преко 0,9 г на подметачу дужине 91 м.
Концептно возило се првобитно појавило на сајму аутомобила у Паризу 2006. године.
Ауди је најавио V12 дизел верзију за америчко тржиште користећи технологију за третман дизел емисија која је заједнички развијена са Фолксвагеном и Мерцедес-Бенцом под ознаком блутек. Ауди је отказао план да федерализује Q7 V12 ТДИ за америчко тржиште, делом због глобалне финансијске кризе 2008. године.
Ова верзија V12 више није доступна за моделску годину 2013. у очекивању козметичке и механичке надоградње Q7 за 2014. годину. Сајтови за аутоматско листање, мобиле.дe и аутоскаут24.де, показали су доступност верзије V12 у 2012. години.

### Ауди Q7 обална линија (2008)
Обална линија Аудија Q7 је концептна верзија модела Q7 V12 ТДИ коју одликује бели ентеријер са дрвеним украсима. Тема дизајна инспирисана је луксузним јахтама.
Возило је представљено на сајму аутомобила у Женеви 2008. године.

### Тужба о употреби слова Q
Почетком 2005. године Нисан Норт Америка поднео је тужбу против Аудија због употребе слова "Q" као имена модела.
Ауди користи "Q" за означавање свог погона на сва четири точка, који се користи у производним аутомобилима више од двадесет пет година (заштитни знак Аудија кватро је заправо кровни термин за неколико типова погона на сва четири точка, развијен од стране Торсена, Халдекс Тракшна АБ и Борг-Варнера, слово се почело користити и за Q7). Нисанова марка Инфинити користила је Q као име за путничка возила (Q50) и QХ за кросовере (QХ50 и QХ70) од 2013. године.
Договор између Ауди АГ и Нисана постигнут је крајем 2006. године. Споразум предвиђа да ће Ауди користити Q-префикс за три модела, Q3, Q5 и Q7.

## Фејслифт (2010–2015)
Возило је представљено на Пебле бич конкурс елеганц. Спољашње промене представљају нова предња и задња светла која боље укључују ЛЕД осветљење са опционим ЛЕД сигналима и дневним светлима, новим дизајном точкова, хромираним акцентима, четири нове боје и ажурираним изгледом каросерије на предњем и задњем делу.
Редизајнирана унутрашњост укључује нову класу инструмената, нова кожна седишта, ентеријерско осветљење врата, нове боје унутрашњости, нову опрему и трећу генерацију мулти-медијалног контролног система.

### Q7 3.0 ТДИ чисти дизел кватро (2009–2015)
То је верзија 3.0 ТДИ са селективном каталитичком редукцијом. Емисија CO2 је смањена на 234 g/km са сертификатом Еуро 6, али је возило теже од 50 kg (110 lb). Пријављено је да ће Ауди Q7 ТДИ на 116,7 km/h (72,5 mph) добити 29+ миља по галону (дизел).

### Q7 2011
Потпуно нови фејслифт донео је опционе ЛЕД фарова, 8-брзински мењач, старт / стоп технологију за уштеду горива, емисију CO2 смањену на 195 g/km и дизајн са задњим вратима. Такође постојало је више избора овог модела у металик боји, а точкови од 21. инча направљени од титанијума постали су додатна опција. Одређени модели сада постижу више од 37 МПГ ИМП. Нови мотори укључују 2 3.0 суперпуњене моторе. Један од мотора са компресором даје 203 kW (272 КС) и 295 N⋅m (400 N⋅m) обртног момента. Други мотор који се налази на С линији престижа Q7 износи 248 kW (333 КС) и 325 lb⋅ft (441 N⋅m) обртног момента и представља двоструки мотор који се налази у кабинама С4 и С5. Ови мотори су заменили бензинске моторе 3.6 и 4.2 Л. Оба мотора имају исту потрошњу горива.

### Q7 2012
Ауди је додао свој нови Ауди конект на ММИ систем, који додаје интернетске ПОИ претраге, преко корисничког уноса или преко система за гласовну контролу, као и приступ онлајн услугама на којима можете сазнати више о цени горива, вестима, временским условима и друге информације. Ауди конект такође нуди могућност повезивања у аутомобилу за до 8 уређаја.
2012 је била последња моделска година за верзију V12.

### Амерички модели
Возила су представљена 2006. године као модели из 2007. године. Доступни модели укључују 3.6 ФСИ кватро и 4.2 ФСИ кватро.
Промене укључују стандардна ЛЕД задња светла са доступним ЛЕД сигналима и дневним светлима и СИРИУС саобраћајним системом.
Производна верзија је у продаји од септембра 2006. године.
За 2011. годину, мотори 3.6 ФСИ и 4.2 ФСИ замењени су с два 3.0 Л ТФСИ компресорска мотора. Основна верзија развија 203 kW (272 КС) (209 kW (280 КС) за 2012) и 295 lb⋅ft (400 N⋅m) обртног момента, док С-линија има 248 kW (333 КС) и 325 lb⋅ft (441 N⋅m) обртног момента.
Мотор V12 дизел није доступан у САД.

### Мотори
| Бензин                   | Бензин | Бензин                                          | Бензин                                                                     |
| Модел                    | Година | Врста мотора                                    | Снага, обртни моменат при рпм                                              |
| ------------------------ | ------ | ----------------------------------------------- | -------------------------------------------------------------------------- |
| 3.0 ТФСИ кватро          | 2010–  | 2,995 cc (2.995 L; 182.8 cu in) V6 ФСИ          | 272 PS (200 kW; 268 hp) на 4,750–6,500, 400 N⋅m (295 lb⋅ft) на 2,150–4,780 |
| 3.0 ТФСИ кватро С-линија | 2010–  | 2,995 cc (2.995 L; 182.8 cu in) V6 ФСИ          | 333 PS (245 kW; 328 hp) на 5,500–6,500, 440 N⋅m (325 lb⋅ft) на 2,900–5,300 |
| 3.6 ФСИ кватро           | 2010–  | 3,597 cc (3.597 L; 219.5 cu in) V6 ФСИ          | 280 PS (206 kW; 276 hp) на 6,200, 360 N⋅m (266 lb⋅ft) на 2,500–5,000       |
| 4.2 ФСИ кватро           | 2010–  | 4,163 cc (4.163 L; 254.0 cu in) V6 ФСИ          | 350 PS (257 kW; 345 hp) на 6,800, 440 N⋅m (325 lb⋅ft) at 3,500             |
| Дизел                    |        |                                                 |                                                                            |
| Модел                    | Година | Врста мотора                                    | Снага, обртни моменат при рпм                                              |
| 3.0 ТДИ кватро           | 2009–  | 2,967 cc (2.967 L; 181.1 cu in) V6 турбо        | 240 PS (177 kW; 237 hp) на 4,000–4,400, 550 N⋅m (406 lb⋅ft) на 2,000–2,250 |
| 4.2 ТДИ кватро           | 2009–  | 4,134 cc (4.134 L; 252.3 cu in) V8 дупли турбо  | 340 PS (250 kW; 335 hp) на 4,000, 760 N⋅m (561 lb⋅ft) на 1,750–3,000       |
| 6.0 ТДИ кватро           | 2009–  | 5,934 cc (5.934 L; 362.1 cu in) V12 дупли турбо | 500 PS (368 kW; 493 hp) на 3,750, 1,000 N⋅m (738 lb⋅ft) на 1,750–3,250     |

### Пренос
Сви модели укључују типтроник, аутоматски мењач са 6 брзина као стандард. Ручни мењач са 6 брзина је понуђен само у Европи у првој генерацији Q7 са 3,6-литарским мотором. Од 2010. године, 8-степени аутоматски мењач је стандардни.

## Друга генерација (тип 4М; 2015–данас)
Друга генерација Аудија Q7 представљена је у јануару 2015. године на Северноамеричком међународном сајму аутомобила у Детроиту. Дизелске и бензинске верзије су издате за малопродају у 2015. години, а убрзо су уследиле дизел-плуг-ин хибридна варијанта, која се продаје у Европи и биће доступна у САД, али не у Канади.
Плуг-ин хибрид, назван Q7 е-трон ТДИ кватро, покреће 3.0 ТДИ V6 турбодизелски мотор са електричним мотором и генератором постављеним у 8-брзински аутоматски мењач како би се обезбедила максимална излазна снага од 190 kW и максимални обртни момент од 600 N⋅m (443 lb⋅ft) погона на сва четири точка. Електронски контролисано квачило може искључити V6 мотор од остатка погонског склопа. Електромотор од 94 kW (126 КС) покреће литијум-јонска батерија од 17,3 kWh која може да испоручује потпуно електрични домет од 54 до 56 km (34 до 35 миља). Q7 е-трон производи СО2 емисије између 50 и 48 g/km, и има потрошњу горива од 1,8 до 1,9 l / 100 km (160 до 150 mpg; 130 до 120 mpg) у оквиру новог европског циклуса вожње (НЕДЦ). Q7 е-трон убрзава од 0 до 100 km/h за 6,2 секунди у хибридном режиму и 0-60 km/h за 6,5 секунди у потпуно електричном моду. Његова највећа брзина у хибридном режиму је 230 km/h (140 mph) и 135 km/h (84 mph) у електричном режиму.
Ауди је најавио Q7 е-трон ТФСИ на сајму аутомобила у Шангају, који је посебно развијен за азијска тржишта (Кина, Јужна Кореја, Сингапур и Јапан). Његов 2.0 ТФСИ и електромотор испоручују 270 kW (360 КС) и 700 Нм обртног момента система - довољно за убрзање од 0 до 100 km/h за 5,9 секунди и за максималну брзину од 220 km/h. Стандардна потрошња од 2,5 литара горива (94,1 УС mpg) одговара емисији СО2 мањој од 60 грама по километру (96,6 g/mi). Електрични домет ће бити до 53 km (33 mi).
Ауди Q7 2.0 ТФСИ (1984 цц, 185 kW / 252 hp) доступан је и у Русији, Канади, Индији и на Блиском истоку.
Прве јединице дизел мотора Ауди Q7 е-трон регистроване су у Немачкој у априлу 2015. године. Кумулативна продаја плуг-ин хибрида у Немачкој износила је 344 јединице до априла 2016. године.

### Тржиште
Друга генерација Q7 се први пут продаје у Бангладешу. За Марвел студио Captain America: Civil War Ауди је представио рекламу за SQ7 у режији Russo brothers са необјављеним сценама из филма о аутомобилској потери, као и са неколико SQ7 и других возила за филм.

### Сигурност
| Резултати Еуро НЦАП теста      | Резултати Еуро НЦАП теста      | Резултати Еуро НЦАП теста      |
| Audi Q7, Large Off-Road (2015) | Audi Q7, Large Off-Road (2015) | Audi Q7, Large Off-Road (2015) |
| Тест                           | Поени                          | %                              |
| ------------------------------ | ------------------------------ | ------------------------------ |
| Свеукупно                      | 5 звездица                     | 5 звездица                     |
| Одрастао путник                | 36                             | 94%                            |
| Дете путник                    | 43                             | 88%                            |
| Пешак                          | 25                             | 70%                            |
| Сигурносна помоћ               | 10                             | 76%                            |

### Мотори
| Модел         | Године    | Кубикажа | Снага                   | Обртни моменат       | 0–100 km/h (0–62 mph) |
| Бензин        | Бензин    | Бензин   | Бензин                  | Бензин               | Бензин                |
| ------------- | --------- | -------- | ----------------------- | -------------------- | --------------------- |
| 2.0 TФСИ      | 2016–     | 1984     | 252 PS (249 hp; 185 kW) | 370 N⋅m (273 lbf⋅ft) | 6.9 s                 |
| 3.0 ТФСИ      | 2015–     | 2995     | 333 PS (328 hp; 245 kW) | 440 N⋅m (325 lbf⋅ft) | 6.1 s                 |
| Дизел         |           |          |                         |                      |                       |
| 3.0 TДИ ултра | 2015–2018 | 2967     | 218 PS (215 hp; 160 kW) | 500 N⋅m (369 lbf⋅ft) | 7.1 s                 |
| 45 TДИ        | 2019–     | 2967     | 231 PS (228 hp; 170 kW) | 500 N⋅m (369 lbf⋅ft) | 7.1 s                 |
| 3.0 TДИ       | 2015–2018 | 2967     | 272 PS (268 hp; 200 kW) | 600 N⋅m (443 lbf⋅ft) | 6.3 s                 |
| 50 ТДИ        | 2019–     | 2967     | 286 PS (282 hp; 210 kW) | 600 N⋅m (443 lbf⋅ft) | 6.3 s                 |
| e-трон        | 2016–2018 | 2967     | 387 PS (382 hp; 285 kW) | 700 N⋅m (516 lbf⋅ft) | 6.2 s                 |
| СQ7 ТДИ       | 2016–     | 3956     | 435 PS (429 hp; 320 kW) | 900 N⋅m (664 lbf⋅ft) | 4.8 s                 |

### Галерија
- Задњи део
- Ентеријер
- Ауди Q7 е-трон 3.0 ТДИ кватро плуг-ин хибрид